# Winter's tale (soundtrack)
Winter's Tale is de officiële soundtrack van de film met dezelfde naam uit 2014 die gecomponeerd werd door Hans Zimmer en Rupert Gregson-Williams. Het album werd op 11 februari 2014 uitgebracht door WaterTower Music.
Het album bevat de originele filmmuziek die werd uitgevoerd door het Hollywood Studio Symphony onder begeleiding van Nick Glennie-Smith. Componist en muzikant David Buckley was de solist op de viola da gamba. Ook schreef hij samen met Halli Cauthery als additioneel componist mee voor Zimmer en Gregson-Williams. De Orkestratie werd uitgevoerd door Alastair King en David Butterworth. De opnames vonden plaats in de Newman Scoring Stage en mixed bij Remote Control Productions. Het nummer "Miracle" werd geschreven, geproduceerd en gezongen door KT Tunstall. Muziek dat niet op het album staat maar wel in de film is gebruikt is het klassieke muziek nummer de "Masquerade Suite" van Aram Chatsjatoerjan.

## Nummers
| 1  | Look Closely                                | 6:08  |
| 2  | It's The Ripples That Give The Work Meaning | 2:29  |
| 3  | Rise Up                                     | 2:04  |
| 4  | Hello You Beauty                            | 2:32  |
| 5  | What's The Best Thing You've Ever Stolen?   | 1:43  |
| 6  | I Love Blood On The Snow                    | 6:43  |
| 7  | Princess Bed                                | 2:20  |
| 8  | Can You Hear Your Heart?                    | 4:14  |
| 9  | This Isn't Right                            | 4:01  |
| 10 | You Don't Quit Me, Boy                      | 3:46  |
| 11 | Light As A Feather                          | 7:42  |
| 12 | She Was Like A Bright Light                 | 1:36  |
| 13 | The Girl With The Red Hair                  | 4:05  |
| 14 | Becoming Stars                              | 10:07 |
| 15 | Miracle - KT Tunstall                       | 4:32  |